# Francesco Pernigo
Francesco Pernigo (Verona, 10 giugno 1918 – Verona, 15 dicembre 1985) è stato un calciatore italiano, di ruolo centrocampista o attaccante.

## Carriera

### Club
Cresciuto nell'Audace, passò al Venezia, dove disputò otto stagioni. Passato al Modena, dove conquistò anche un posto in Nazionale italiana, vi rimase due stagioni, per poi passare alla Pro Patria e chiudere la carriera nel Verona.
Ha collezionato complessivamente 212 presenze in Serie A, con 75 reti. È ancora il miglior realizzatore in massima serie sia del Venezia che del Modena.

### Nazionale
In Nazionale giocò due sole volte, in occasione dei Giochi Olimpici di Londra, segnando cinque reti: quattro agli Stati Uniti ed una alla Danimarca.

## Statistiche

### Presenze e reti nei club
| Stagione        | Squadra           | Campionato      | Campionato | Campionato |
| Stagione        | Squadra           | Comp            | Pres       | Reti       |
| --------------- | ----------------- | --------------- | ---------- | ---------- |
| 1936-1937       | Marzotto Valdagno | C               | ?          | ?          |
| 1937-1938       | Audace SME        | C               | ?          | ?          |
| 1938-1939       | Venezia           | B               | 31         | 13         |
| 1939-1940       | Venezia           | A               | 21         | 5          |
| 1940-1941       | Venezia           | A               | 20         | 7          |
| 1941-1942       | Venezia           | A               | 29         | 12         |
| 1942-1943       | Venezia           | A               | 27         | 9          |
| 1943-1944       | Venezia           | AI              | 10         | 5          |
| 1945-1946       | Venezia           | DN              | 21         | 7          |
| 1946-1947       | Venezia           | A               | 38         | 12         |
| Totale Venezia  | Totale Venezia    | Totale Venezia  | 197        | 70         |
| 1947-1948       | Modena            | A               | 37         | 18         |
| 1948-1949       | Modena            | A               | 31         | 10         |
| Totale Modena   | Totale Modena     | Totale Modena   | 68         | 28         |
| 1949-1950       | Pro Patria        | A               | 9          | 2          |
| 1950-1951       | Verona            | B               | 16         | 3          |
| Totale carriera | Totale carriera   | Totale carriera | 290+       | 103+       |

### Cronologia presenze e reti in nazionale
| Cronologia completa delle presenze e delle reti in nazionale ― Italia | Cronologia completa delle presenze e delle reti in nazionale ― Italia | Cronologia completa delle presenze e delle reti in nazionale ― Italia | Cronologia completa delle presenze e delle reti in nazionale ― Italia | Cronologia completa delle presenze e delle reti in nazionale ― Italia | Cronologia completa delle presenze e delle reti in nazionale ― Italia | Cronologia completa delle presenze e delle reti in nazionale ― Italia | Cronologia completa delle presenze e delle reti in nazionale ― Italia |
| Data                                                                  | Città                                                                 | In casa                                                               | Risultato                                                             | Ospiti                                                                | Competizione                                                          | Reti                                                                  | Note                                                                  |
| --------------------------------------------------------------------- | --------------------------------------------------------------------- | --------------------------------------------------------------------- | --------------------------------------------------------------------- | --------------------------------------------------------------------- | --------------------------------------------------------------------- | --------------------------------------------------------------------- | --------------------------------------------------------------------- |
| 2-8-1948                                                              | Brentford                                                             | Stati Uniti                                                           | 0 – 9                                                                 | Italia                                                                | Olimpiadi 1948 - Ottavi di finale                                     | 4                                                                     |                                                                       |
| 5-8-1948                                                              | Londra                                                                | Danimarca                                                             | 5 – 3                                                                 | Italia                                                                | Olimpiadi 1948 - Quarti di finale                                     | 1                                                                     |                                                                       |
| Totale                                                                |                                                                       | Presenze                                                              | 2                                                                     |                                                                       | Reti                                                                  | 5                                                                     |                                                                       |

### Record
- Unico calciatore insieme a Gigi Riva, Roberto Bettega, Alberto Orlando, Omar Sívori e Carlo Biagi ad aver segnato una quaterna con la maglia della Nazionale italiana.[3]

## Palmarès

### Club

#### Competizioni nazionali
- Coppa Italia: 1

Venezia: 1940-1941